# Marc Marshall
Marc Marshall (24 dicembre 1985) è un calciatore grenadino, difensore del GBSS.

## Caratteristiche tecniche
È un difensore centrale.

## Carriera

### Club
Nel 2004 firma un contratto con il GBSS.

### Nazionale
Debutta in Nazionale nel 2004. Ha partecipato, con la Nazionale, alla Gold Cup 2009 e alla Gold Cup 2011. Ha collezionato in totale, con la maglia della Nazionale, 49 presenze.